# 高山一也
高山 一也（たかやま かずや、1963年6月24日 - ）は、日本のギタリスト、音楽プロデューサー。

## 来歴・人物

### サポート、レコーディング関連
石川県金沢市出身。小学校4年の頃からギターを始め、国立高等専門学校である石川工業高等専門学校に入学してからは市内で大学生・社会人に混じってバンド活動を始める。
金沢時代に加入した最初のバンドは「めんたんぴん」のドラマー沖村公平が名付け親の「サザンブリーズトランスファー(SBT)」、次に「マザーグース」の高田幸枝がボーカルを務めた「メジャー(MAJOR)」、ボーカルが井口之夫に代わった「ボッパー(BOPPER)」、最後は「プライベート(private)」で当時のヤマハのコンテスト（ポピュラーソングコンテスト・・ロックフュージョン・ライトミュージックコンテスト）等で活動した。
その後上京、六本木にあった「アン・ミュージック・スクール」でジャズ理論等を学びながら音楽活動を開始。
1984年、レコード会社のオーディションに合格したことをきっかけにプロの道を歩み始め、根岸孝旨、江川ゲンタら同世代を中心としたミュージシャン達とも交流を深める。
1985年、フォーライフ・レコードのディレクターに杏里を紹介されサポートバンドに加入。この時点でバンドには既に浅野祥之が在籍しており、当初はツインギターの一人として呼ばれたが、長く在籍した浅野は多忙となり惜しまれつつも離任。数年後には前任の小倉泰治の指名を受ける形でバンドマスターに就任、ツアーアレンジを全面的に手掛けるようにもなった。
1987年、旧知の有賀啓雄のソロデビューアルバムの全曲でギターとトラックのプログラミングを担当。
1993年から3年間、小田和正のバンド「Far East Club Band」に加入。同時期に松田聖子のツアーに参加するなど、現在に至るまでサポート、レコーディングを通じて、内外を問わず多数のアーティストと関わっている。

### プロデュース、制作関連
1990年、サポート活動と並行して、江川ゲンタの立ち上げた男女ツインヴォーカルを擁するラテン・ファンク・バンド「KAZZ:BA」（カジーバ）のメンバーとなり、SMEJ/Trefort（現キューンミュージック）からメジャー・デビュー。アルバム2枚をリリースする中で、楽曲制作のノウハウを取得したことが後のプロデュース業へのきっかけとなった。1990年代後半には、同郷の2人組ユニット「BIIR」（ビーツーアール）のプロデューサーとしても活動。2000年代以降では、サポートを長く務める安部恭弘の複数のアルバムにco-produceという形で深く関わっている。
音源制作にはエンジニア的な素養も必要とされるが、この分野の師匠と仰いでいるのが「KAZZ:BA」の現場で知り合ったレコーディングエンジニアの赤川新一である。2000年代以降、自宅にスタジオを構えて録音するようになったのも、赤川の影響が大きい。安部恭弘の２枚のアルバムをはじめ、宮本大路の遺著となった『増補改訂版 DAIRO'S WORK SHOP インプロヴィゼイションの理論と実践』に付属のCDなど、様々な音源をこの「Ninth Heaven STUDIO」で録音している。

### セッション関連
活動初期からセッションライヴに数多く参加、1997年には佐野聡を中心とするジャズ・ブラス・ファンク・バンド「Bacchus」を結成して、メルダックレーベルからアルバムをリリースしている。
リーダーライヴとしては、新橋「SOMEDAY」に於いて2005年7月と2006年7月に「高山一也 Groovin' Night」、2006年12月に「高山、竹上スペシャルセッション」を、いずれも中西保志をゲストに迎えて行なっている。
2008年から2009年、同じくRoute246に縁のある安部潤と共に、3回に渡って「246’s Street Session Friendship & Night」を開催 。
竹上良成のリーダーセッション「ROSE JAM」など、活動歴が30年以上に及ぶものもある。
2023年、田中義人とのツインギターをフィーチャーしたセッション・ユニット「TTTTT & K」を結成、継続的な活動を予定しており、1月に目黒「Blues Alley Japan」で初ライヴを行なっている。
2001年には、連続テレビ小説「ちゅらさん」で主人公の弟を演じていた山田孝之にギター指導をした縁で、同番組にロックバンドのギタリスト役で出演している。

### 参加ユニット・グループ
- KAZZ:BA（カジーバ）
  - メンバー：森岡みま(vo,perc)、田沢智(vo)、江川ゲンタ(dr,perc)、本田昌生(key)、高山一也(gt,synth programming)、金森佳朗(b)、遠山無門[17](key)、Kosmas Kapitza(perc)（2ndアルバムのみ参加）
- Bucchus（バッカス）
  - メンバー：佐々木史郎(tp)、鈴木正則(tp)、春名正治(sax)、臼庭潤(sax)、佐野聡(tb)、成田昭彦(dr)、村上聖(b)、柴草玲(key)、高山一也(gt)
- TTTTT&K（ティー、ティー、ティー、ティー、ティーアンドケイ）
  - メンバー：高山一也(gt)、田中義人(gt)、竹上良成(sax)、大山泰輝(key)、種子田健(b)、鎌田清(dr)

## ディスコグラフィー
- KAZZ:BA（カジーバ）
  - 「MANGAN-ZENSEKI」（1990年11月）CBS/SONY RECORDS/Trefort
  - 「CUARENTA」（1991年7月）Sony Records/Trefort
- Bacchus（バッカス）「Funk A La Mode 」（1997年12月）meldac

## 主なライブ&レコーディング参加アーティスト
- 有賀啓雄
- 安部潤
- 安部恭弘
- 杏里
- 池田聡
- 石丸幹二
- 伊藤さやか
- 伊東たけし
- 井上昌己
- UZA
- エリック・ミヤシロ
- 小田和正
- 風見しんご
- 西城秀樹
- 林憶蓮
- 柴田恭兵
- 鈴木明男
- SPEED
- 谷村有美
- ナオト・インティライミ
- 中西保志
- 浜本沙良
- BIIR
- 平原綾香
- 古澤巌
- マイケル・センベロ
- 松井五郎[18]
- 松田聖子
- 水谷八重子
- 三村奈々恵
- μ-a
- Eufonius

他

## 主な共同制作者
- 安部恭弘
- 佐野聡
- 水島康貴
- 北城浩志